# Stillbayense
El Stillbayense es un tipo de industria característica de la Edad de Piedra Intermedia africana (MSA). Recibe su nombre del lugar de Stillbay, en la provincia del Cabo, Sudáfrica). A menudo, es conocida también como «Cultura de Bambata», en alusión al lugar de Zimbabue donde se encuentra uno de sus yacimientos más importantes. 

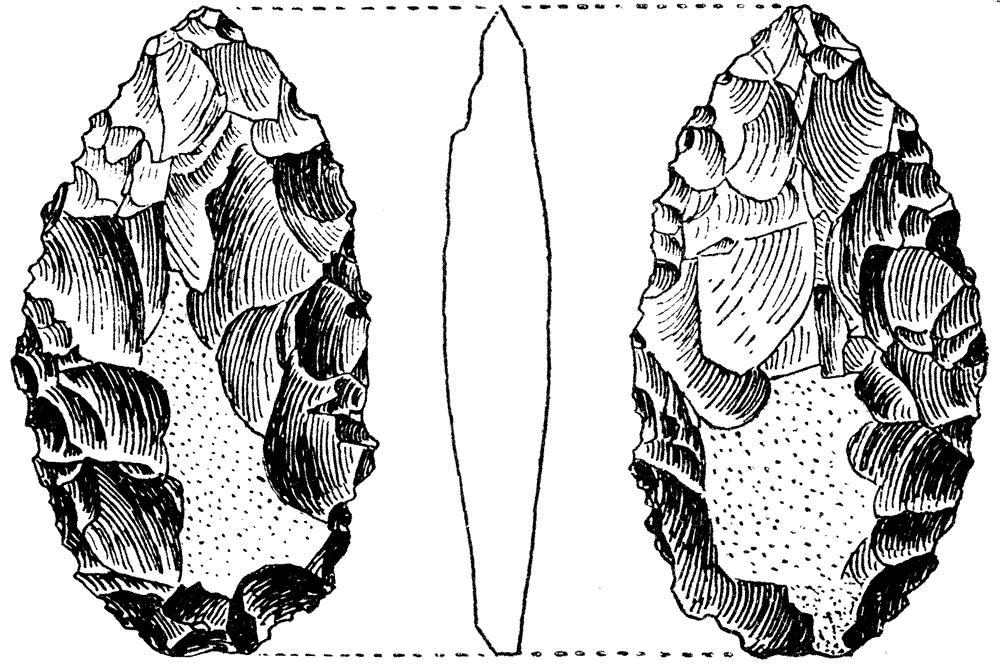
Pieza foliácea bifacial.

El Stillbayense inicial, o Protostillbayense (150 000-80 000 años de antigüedad, aproximadamente) parece evolucionar directamente del Achelense local (Fauresmithiense) y mantiene una fuerte proporción de raederas, bifaces y piezas nucleares parecidas a las del Musteriense evolucionado europeo. Sin embargo, el Stillbayense típico muestra una clara tendencia a la progresión en las técnicas de talla; así, los bifaces se convierten en finas puntas foliáceas de retoque muy plano, probablemente obtenido por presión, que recuerdan a las hojas de laurel del Solutrense europeo; las raederas siguen siendo abundantes, así como las puntas musterienses y los denticulados; pero la mayor novedad es la temprana aparición de microlitos laminares, en concreto, hojitas de borde abatido y geométricos, como los segmentos de círculo.
El Stillbayense es algo menos evolucionado que las industrias de Howiesons' Poort, pero podría constituir un precedente del Magosiense, aunque enriquecido por la influencia microlítica del Wiltoniense.